# Páramo del Sil
Páramo del Sil é um município da Espanha na província de León, comunidade autónoma de Castela e Leão, de área 170,3 km² com população de 1550 habitantes (2007) e densidade populacional de 8,29 hab/km².

## Demografia
| Variação demográfica do município entre 1991 e 2004 | Variação demográfica do município entre 1991 e 2004 | Variação demográfica do município entre 1991 e 2004 | Variação demográfica do município entre 1991 e 2004 |
| --------------------------------------------------- | --------------------------------------------------- | --------------------------------------------------- | --------------------------------------------------- |
| 1991                                                | 1996                                                | 2001                                                | 2004                                                |
| 2252                                                | 1959                                                | 1664                                                | 1580                                                |